# FK Sydsjælland 05
FK Sydsjælland 05 (forkortet FK 05 eller FKS) er en dansk fodboldklub hjemmehørende i Næstved Kommune (tidligere under Fladså Kommune) med 372 medlemmer (25. oktober 2007). Klubben spiller deres hjemmebanekampe på Lov Stadion sydøst for Næstved. Klubben er medlem af Sjællands Boldspil-Union (SBU) under Dansk Boldspil-Union (DBU).

## Klubbens historie
Den sydsjællandske klub blev grundlagt gennem en fuldstændig sammenlægning af Korskilde Idrætsforening hjemmehørende ved Everdrup og fodboldafdelingen under Idrætsforeningen Fladså, Fladså Fodbold (stiftet 12. april 1972) hjemmehørende i Lov, hvilket var en realitet fra årsskiftet 2004/2005 med officiel stiftelsesdato den 1. januar 2005. Sammenslutningen fungerer i dag som en selvstændig klub under hovedafdelingen Idrætsforeningen Fladså.
Moderklubberne begyndte at tale sammen og arbejde for en sammenlægning i juli måned 2004. Baggrunden for sammenlægningen var et fælles ønske om at samle og dermed styrke klubbernes træner og bestyrelsesressourser og de to klubbers respektive spillere, så man havde mulighed for at ungdomsspillere kunne repræsenteres i alle årgange under ungdomsfodbolden. Fusionen skal også ses i lyset af den forestående kommunesammenlægning under Næstved Kommune, idet en større fodboldklub ville stå stærkere både økonomisk og sportsligt i en større kommune.
Grundet fusionen bestod de fysiske rammer i starten af to klubhuse og fire forskellige anlæg (herunder banerne ved Korskilde Hallen og Fladså Hallen), hvilket der henholdsvis blev trænet og afviklet kampe på og var nogenlunde opdelt mellem ungdomsspillere og seniorspillere. Antallet af anlæg og tilhørsforholdet blev ved årsskiftet 2006/2007 reduceret til kun at omfatte et enkelt stadion og klubhuset i landsbyen Lov, da Everdrup Stadion med klubhus og banerne ved Korskilde Hallen blev fravalgt. Klubbens spillested, Lov Stadion, var Fladså Fodbolds forhenværende hjemmebane, hvorimod Korskilde IF tidligere havde benyttet Everdrup Stadion som hjemmebane. Klubbens aktiviteter har siden 2007 kun foregået på Lov Stadion og ved Fladsåhallen, hvor man har de fleste fodboldbaner. Man valgte i oktober 2007 at ansøge Næstved Kommune om tilladelse til at bygge et nyt klubhus ved Fladså Hallen eftersom fodboldanlægget ved hallen i det daglige anvendes af ungdomsafdelingen, samtidig med at klubbens medlemstal har haft en betydelig stigning fra godt 250 medlemmer i november 2006 til 372 medlemmer i oktober 2007, hvoraf halvdelen er ungdomsspillere. Man ville selv rejse midlerne og stå for opførelsen af det cirka 100 kvadratmeter store bjælkehus, der skulle gøre sig ud som klubhus.
Klubfarverne blev lyseblå, hvid og sort, hvilket afspejledes i klubbens første spilledragt. Man har dog sidenhen benyttet sig af farverne lyseblå og mørkeblå i spilledragten ved hjemmebanekampe. Klubnavnet, der er en sammentrækning af moderklubbernes navne inklusiv klubbens geografiske lokalitet på Sjælland og stiftelsesåret for fusionen, blev fundet ved en konkurrence med Rene Zak Hansen som vinder. Dette  forhold reflekteres i emblemet, der viser moderklubbernes tidligere fornavne, F: Fladså og K: Korskilde, i en Serif skrifttype indkapslet i et skjold med hvid baggrund og blå kant.
Forud for 2005-sæsonen tilmeldtes klubbens to seniorhold til SBU's turneringer. Begge hold lagde ud med at spille i Serie 4 i 2005-sæsonen ved at overtage moderklubbernes seneste slutplaceringer (Korkilde IF endte på en 4. plads, mens Fladså Fodbold endte på 8. plads i pulje 16) i Serie 4 i 2004-sæsonen. Eftersom både Fladså Fodbold og Korskilde IF havde et serie 4-hold (i samme pulje) før fusionen, skulle der en dispensation fra SBU til, for at man kunne få overført den gamle status til det nye hold og samtidig undgå at begynde helt forfra i Serie 6. Klubbens første kamp blev spillet 9. april 2005 på hjemmebane mod Bårse IF og endte med cifrene 0-0. Der blev dog sået tvivl om hvorvidt sæsonstarten måtte udskydes eller skulle spilles andetsteds. Lokalopgøret på Lov Stadion kunne oprindelig ikke afvikles, da heste kort forinden havde trådt dybe huller i fodboldbanen.
Førsteholdet formåede at rykke op i debutsæsonen ved at gå ubesejret (17 sejre og 3 uafgjorte) igennem turneringen og vinde sin pulje (16) med ikke færre end 100 scorede mål i turneringen, hvorimod andetholdet måtte forblive i Serie 4 efter en samlet syvendeplads i pulje 15. Puljesejren i Serie 4 og hermed oprykning til Serie 3 i 2006 blev sikret med 5-1 sejr (efter 1-0 ved pausen) over Kalvehave IF på hjemmebane i sjettesidste runde (17. september 2005). Førsteholdet rykkede med en 2. plads i den efterfølgende sæson op i Serie 2 efter at have været et midterhold i en del af 2006-sæsonen. I 2007-sæsonen vandt førsteholdet på ny sin pulje, efter at have opnået 11 sejre i 11 kampe og en målscore på 53-11 i forårssæsonen, og sikrede sig således oprykning til Serie 1 i 2008 med en 4-3 sejr over Faxe Boldklub i fjerdesidste spillerunde.
FK Sydsjælland 05 herresenior har to år i træk (2007 og 2008) kvalificeret sig til DM finalestævnet i indefodbold. Holdet nåede kvartfinalen ved 2007-stævnet i Bramdrupdam Hallerne i Kolding, hvor man løb ind i et 2-7 nederlag mod de senere mestre fra Vivild IF. I 2008-stævnet nåede man semifinalen i Valby, hvor man blev slået taktisk af de senere mestre Boldklubben Søllerød-Vedbæk med 5-1. I kampen om bronzemedaljerne fik FKS et 3-4 nederlag mod Albertslund IF.
Fladså Fodbold spillede i Sjællandsserien i starten af 1980'erne samtidig med at Fladså Fodbolds damehold var i kvindernes bedste række, 1. division. FKS har i dag også et damehold tilknyttet. Dameholdet afviklede tidligere deres hjemmebanekampe på Everdrup Stadion.

### Klubbens formænd
Første formand for klubbens bestyrelse blev Jan Jeppesen, som af arbejdsmæssige årsager der konfliktede med formandsposten, var nødsaget til at træde ud af bestyrelsen ved den ordinære generalforsamling den 20. februar 2007, hvor han blev erstattet af Jens H. Hansen (tidligere Venstre-medlem af
kommunalbestyrelsen i Fladså Kommune).
- 2005-2007: Jan Jeppesen
- 2007-: Jens H. Hansen

### Klubbens cheftrænere
Fusionsklubbens første træner blev Ole Hansen. Jacob Olsen, der tidligere havde trænet Korskilde IF's gamle seniorhold, fortsatte på det nye holds førstehold. I 2006-sæsonen overtog Steen »Bimme« Jensen cheftrænerposten. Søren Christensen, tidligere superligaspiller for Næstved, har fungeret som ass. træner fra vinteren 2007/2008.
- 2005-2005: Ole Hansen
- 2006-2008: Steen Nedergaard Jensen

### FK Sydsjælland Truppen
1.  Jesper Hansen
2.  Lars Christensen
3.  Martin Olsen
4.  Martin Thomas Andersen
5.  Casper Meisner
6.  Thomas Flackeberg
7.  Ronni Jensen 
8.  Jacob Jensen
9.  Thomas Rune 
10. Thomas Meisner
11. Nicolei Jensen
12. Mikkel Søndergaard
13. Daniel Haymann
14. Lars Christian Hansen
15. Chris Lynggaard
16. Brian Lyk
18. Jesper Olsen
26. Jens Molter
Træner: Steen "Bimme" Jensen
Ass. træner: Søren Christensen
Holdleder: Uffe Johansen

## Klubbens resultater

### DBU's Landspokalturnering
Sydsjællændernes første pokalkamp blev spillet den 9. august 2006 mod Danmarksserie-holdet Værløse Boldklub (nedrykkere fra 2. division) og endte med et 0-3 nederlag (0-0 efter første halvleg) foran 250 tilskuere på Lov Stadion. I 2006/07-sæsonen var FK 05 det næstlavest rangerende hold (kun overgået af det jyske serie 4-hold Rødding IF) blandt de 88 hold, der kvalificerede sig til 1. runde af DBU's Landspokalturnering. Vejen dertil blev grundlagt ved at besejre sjællandsserie-mandskabet Måløv Boldklub (3. runde) med 4-1 (0-1) og serie 1-klubben Slagslunde-Ganløse IF (4. runde) med 3-2 i de lokale indledende runder under SBU.
De sportslige resultater for klubben i DBU's Landspokalturnering igennem årene:
| Sæson | Runde             | Hjemmebanehold | Resultat         | Udebanehold | Bem. |
| 2006/07 |                   |                |                  |             |      |
| 1. runde | FK Sydsjælland 05 | 0-3            | Værløse Boldklub |             |      |
| Resultat: Efter ordinær spilletid, efs: Efter forlænget spilletid, str: Efter straffespark, Bem.: Bemærkning(er) |                   |                |                  |             |      |

### Bedrifter i Danmarksturneringen og serierne
De sportslige resultater for klubbens førstehold i Danmarksturneringen og uderliggende serier igennem årene:
| N. | Række                  | Nr.      | Statistik        | Topscorer | Bem.               |
| 7 | Serie 1, Pulje 2 2008  | i/t      | i/t              | i/t       | Igangværende       |
| 8 | Serie 2, Pulje 4 2007  | 1. plads | 22-18-3-1 93-26  | i/t       | Vinder / Oprykning |
| 9 | Serie 3, Pulje 8 2006  | 2. plads | 22-16-0-6 78-38  | i/t       | Oprykning          |
| 10 | Serie 4, Pulje 16 2005 | 1. plads | 20-17-3-0 100-16 | i/t       | Vinder / Oprykning |
| i/t: Ikke tilgængelig, N.: Rækkens niveau i den pågældende sæson, Nr.: Slutplacering, Bem.: Bemærkning(er) |                        |          |                  |           |                    |

### Klubbens hold i rækkerne
Klubbens førstehold og de respektive reservehold i de underliggende rækker:

## Ekstern kilde/henvisning
- FK Sydsjælland 05's officielle hjemmeside Arkiveret 3. juni 2008 hos  Wayback Machine